# KC (2001년 설립된 기업)
'KC(케이씨)'는 대한민국 유일의 수산화 알루미늄 제조 전문 주식회사로 전량 수입에 의존하던 상하수 처리제와 제올라이트,인조 대리석, 세라믹, 내화물 등 범용화학제품의 기초 원료의 국산화에성공하였다. 
전신은 한국종합화학공업이라는 국영기업이었으며 IMF 이후인 2001년 민영화되었다.
 기업 명칭은 국문 명칭인 한국화학을 거쳐 영문 명칭인 Korea Chemical에서 유래하였다. 

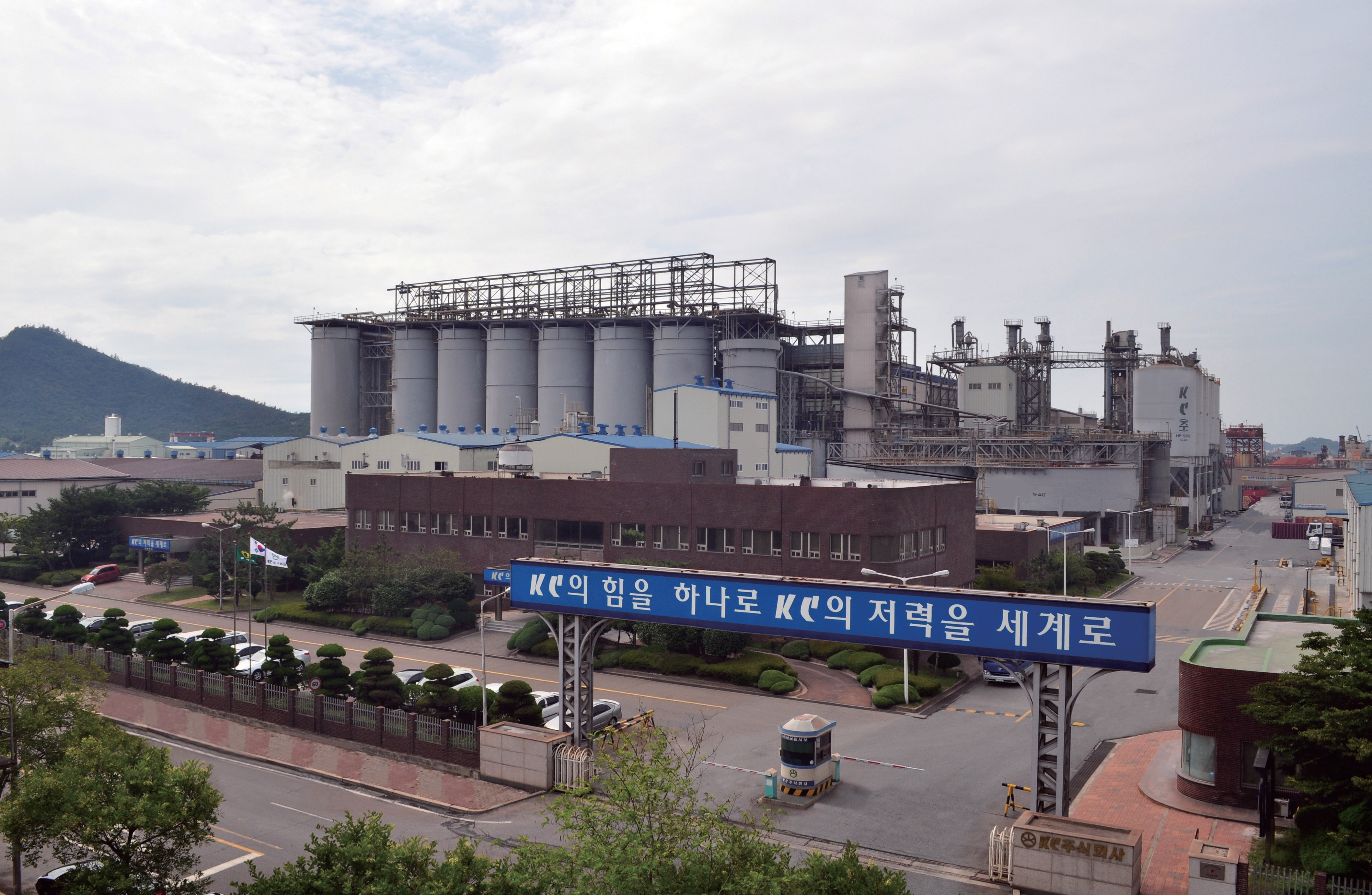

뛰어난 기술력을 바탕으로 국내 최초로 슈퍼파인 수산화알루미늄 및 보헤마이트 제품 양산에 성공하였으며 국내 뿐만아니라 해외로 수출하는 등 세계에서 품질·가격 경쟁력을 인정받고 있다.

끊임없는 도전과 혁신으로 리튬이온 배터리, 반도체, LCD 등 첨단 소재의 고품질 원료를 안정적으로 공급하는 글로벌 소재 전문 기업으로 성장해 나가고 있다.

본사는 전라남도 영암군 삼호읍 산단서부로 85에 위치하고 있으며 서울지점(케이씨 R&D 센터)은 서울시 강서구 마곡중앙8로1길 68 에 위치하고 있다.

## 제품소개
- 수산화 알루미늄 Aluminum Hydroxide (ATH)
보크사이트를 원료로 BAYER 공법을 이용하여 제조한 수산화알루미늄은 화학식으로 Al(OH)3 또는 Al2O3 3H3O 로 표시합니다 산,알칼리에 쉽게 반응하여 용해하고 열적으로 200℃까지 안정하며 더 높은 온도에서 결정수가 탈수하면 많은양의 열을 흡수하므로 난연재로 널리 사용됩니다. 자유수분 함량과 평균입도에 따라 여러가지 형태의 제품을 다양하게 생산하므로 다양한 중화학공업 분야에 적용할 수 있습니다.

- 보헤마이트 Boehmite

Boehmite 제품인 KB-01D 제품은 슈퍼파인 수산화알루미늄을 특수한 공
정을 거쳐 생산된 제품으로 고온의 가공 온도에서도 사용 가능한 환경 친화
적인 할로겐 프리난연제로 사용되며 유독성 가스나 매연이 발생하지 않고
내아킹성과 내트래킹성이 매우 우수합니다. 특히 인쇄회로기판이나 고온용
수지 첨가제로 적용 가능합니다. 또한, 리튬이온 배터리 분리막 코팅용 원료
로 사용합니다.
- 수퍼파인 Super Fine ATH

고객의 요구에 따라 별도의 공정으로 제조한 수산화알루미늄 초미분제품으
로 백색도가 높고 전기전도도가 낮으며 흡유량이 낮습니다. 난연재로 사용
할 경우 온도가 상승하면서 물분자만 방출하므로 유독성 가스나 매연이 발
생하지 않고, 내아킹성과 내트래킹성이 우수하여 전기 절연재로 널리 사용
합니다.

## 연혁
- 1991년 3월 경제장관대책회의 수산화알루미늄 공장 건설 결정
- 1992년 3월 부지 매입 (대불공단 내)
- 1995년 2월 수산화 알루미늄 공장 준공
- 1998년 10월 국가 경쟁력 제고를 위한 민영화 방침 결정
- 2001년 3월 한국화학(주) 법인설립
- 2001년 6월 민영화 (자산 인수)
- 2001년 8월 제품 생산 개시
- 2002년 10월 특허 출원 (고백색 수산화 알루미늄 제조)
- 2002년 11월 특허 출원 (저소다 알루미나 제조)
- 2003년 1월 일본산 수산화 알루미늄 고율의 덤핑 판정 (무역위원회)[3]
- 2003년 2월 상명 변경 (한국종합화학(주) → 케이씨(주))
- 2004년 11월 3천만불 수출탑 및 은탑산업훈장 수
- 2006년 12월 케이씨(주) 국내 최초 초미립고백색수산화알루미늄 개발
- 2010년 11월 금탑산업훈장 수훈
- 2013년 12월 석탑산업훈장 수훈
- 2015년 07월 "월드클래스 300" 선정
- 2018년 09월 2018 자원순환 선도기업 표창(환경부 장관상)
- 2018년 10월 필름사업부 연산공장 준공
- 2019년 7월 2019 대한민국 일자리 으뜸기업 대통령표창(고용노동부)
- 2020년 12월 고용우수기업 재인증(전라남도)
- 2021년 09월 인적자원개발 우수기관(BEST-HRD) 인증(고용노동부, 교육부, 산업통장자원부, 중소벤처기업부)
- 2023년 02월 마곡 R&D센터 준공
- 2023년 11월 세계일류상품 및 세계일류상품 생산기업 선정(산업통장자원부)

## 계열사
대주·KC

대주중공업(주)

한국알루미나(주)

대주코레스(주)

대주정공(주)

대주이엔티

대연인터내셔널(주)

케이디종합건설(주)

캄코모터(캄보디아)

## 본점 및 지점 현황
- 본점: 전라남도 영암군 삼호읍 산단서부로 85
- 서울지점: 서울 강서구 마곡중앙8로1길 68 (KC R&D CENTER)
- 인천지점: 인천광역시 중구 신포로 4 (사동)
- 목포지점: 전라남도 목포시 공단중앙로 88 (연산동)

## 같이 보기
- 한국알루미나
- KCC
- 남해화학
- 삼성정밀화학
- 호남석유화학
- 한양화학
- 한국화학연구원
- 한국화학융합시험연구원
- 한국화학공학회